# Miche

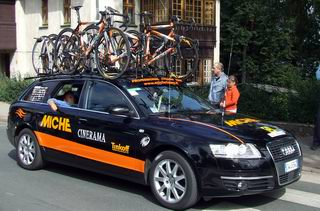
En servicebil

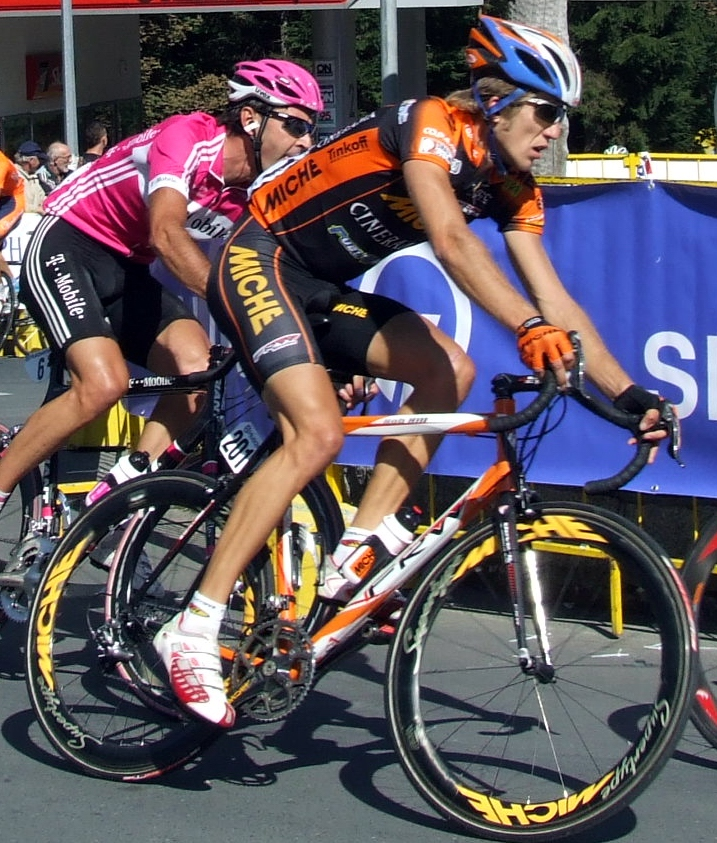
Przemysław Niemiec

Miche-Silver Cross (UCI kod: MIE) är ett professionellt cykelstall som är baserat i San Marino. Stallet leds av Mauro Tognaccini tillsammans med sportdirektörerna Marco Tozzi, Giuseppe Tognaccini och Todor Kolev. Stallet startade inför säsongen 2003. Under 2003 tävlade stallet i Division III, men inför 2004 blev de ett division II-stall. När divisionerna försvann inför säsongen 2005 fick Miche bli ett Professional Continental-stall. 
Under en del av stallets historia var de skrivna i Polen. 
Under säsongen 2008 tog cyklisterna i stallet två segrar, Eddy Serri vann Giro del Mendrisiotto och Przemysław Niemiec vann Route du Sud.
Sponsorn Miche gör cykeldelar. 

## Miche Silver Cross 2010
| Namn               | Födelsedag | Nationalitet | Stall 2009                     |
| Fortunato Baliani  | 06.07.1974 | Italien      | CSF Group-Navigare             |
| Simone Campagnaro  | 31.05.1986 | Italien      | Neo-pro                        |
| Edwin Carvajal     | 06.03.1983 | Colombia     |                                |
| Roberto Cesaro     | 04.12.1986 | Italien      | Neo-pro                        |
| Luigi Gitto        | 06.11.1986 | Italien      | Neo-pro                        |
| Pasquale Muto      | 24.05.1980 | Italien      |                                |
| Przemysław Niemiec | 11.04.1980 | Polen        |                                |
| Leonardo Pinizotto | 14.08.1986 | Italien      | Neo-pro                        |
| Stefan Schumacher  | 21.07.1981 | Tyskland     | dopingavstängning              |
| Michael Rasmussen  | 01.06.1974 | Danmark      | Tecos-Trek                     |
| Leopoldo Rocchetti | 19.01.1986 | Italien      | Nazionale Elettronica New Slot |

## Miche-Silver Cross 2009
| Namn                  | Födelsedag  | Nationalitet | Stall 2008                 |
| Edwin Carvajal        | 06.03.1983  | Colombia     |                            |
| Rodrigo García        | 27.02.1980  | Spanien      | Extremadura-Grupo Gallardo |
| Dario Giancecchi      | 19.10.1983  | San Marino   | Néo-pro                    |
| Massimo Giunti        | 29.07.1974  | Italien      |                            |
| Tomasz Marczynski     | 06.03.1984  | Polen        | Ceramica Flaminia          |
| Andrea Moletta        | 23.02.1979  | Italien      | Gerolsteiner               |
| Pasquale Muto         | 24.05.1980  | Italien      |                            |
| Przemyslaw Niemiec    | 11.04.1980  | Polen        |                            |
| Marino Palandri       | 30.11.1985  | Italien      | Team Nippo-Endeka          |
| Simone Saracini       | 12.07.1983  | San Marino   | Néo-pro                    |
| Filippo Scarponi      | 11.05.1982  | San Marino   | Néo-pro                    |
| Giacomo Scarponi      | 20.09.1988  | San Marino   | Néo-pro                    |
| Simone Scarponi       | 25.11.1989  | San Marino   | Néo-pro                    |
| Krzysztof Szczawinski | 29.05.1979  | Polen        |                            |
| Pierpaolo Tondo       | 25.06.1984  | Italien      | Team Nippo-Endeka          |
| Federico Valentini    | 22.01.1982  | San Marino   | Néo-pro                    |
| Luca Zafferani        | 19.09.1982  | San Marino   | Néo-pro                    |
| Marco Zafferani       | 15.12.1987  | San Marino   | Néo-pro                    |
| Stagiaire             | Stagiaire   | Nationalitet | Nationalitet               |
| Rafał Majka           | Rafał Majka | Polen        |                            |